# Sylvie Lagarrigue
Sylvie Pascal-Lagarrigue, född Sylvie Lagarrigue den 13 april 1960 i Le Mans, är en tidigare fransk handbollsspelare. Hon spelade 167 landskamper för Frankrike och var lagkapten i landslaget. 

## Klubbkarriär
Som sextonåring började hon spela för UJLRS Le Mans, som spelade i en regional serie. Klubben förkovrades och anslöt först till nationella andraligan och sedan till förstaligan 1980. Klubben lyckades behålla sin plats under första säsongen i eliten. Men i säsongen 1981/1982 degraderades klubben och hon bytte klubb till Stade Français / Issy-les-Moulineaux. Klubben utvecklades i andraligan och tränades av Jean-Paul Martinet som har ambitioner och rekryterar även Pascale Jacques och Isabelle Piel. Lagarrigue vinner division två 1983 med klubben och sedan blir hon fransk mästare 1984. Samma år tog hon sin examen och började arbeta på en lärartjänst i Paris förorter. Hon fortsatte att spela handboll på hög nivå. 1986 vann hon dubbla titlar med mästerskap och Coupe de France i handboll.  Hon vann en andra cuptitel 1987 och stannade kvar klubben tills hon avslutade sin karriär 1996.

## Landslagskarriär
1981 tog Jean-Paul Martinet, den nya tränaren för det franska landslaget, ut henne för att spela i B-VM. Hon spelade alla matcher i B -mästerskapet, men Frankrike slutade på tionde plats. Hon deltog sedan i  Världsmästersksapet i handboll för damer 1986 där Frankrike slutade på  femtonde plats. Frankrike blev sedan nedflyttade till C-VM och hon spelade sitt sista mästerskap i C VM 1988 där Frankrike slutade tvåa. Frankrike tillhörde vid denna tid inte världseliten i handboll.

## Efter spelarkarriären
2010 valdes hon in i styrelsen för det franska handbollsförbundet, där hon blev vice ordförande 2017. Hon var från 2015 till ordförande för den nationella organisationskommittén för Europamästerskapet i handboll för damer 2018, det första europeiska mästerskapet som anordnades i Frankrike.

## Meriter i klubbar
- i franska mästerskapet två gånger 1984 och 1986
- i franska cupen två gånger 1986 och 1987